# Distretto di Jianghan
Il distretto di Jianghan (江汉区S, Jiānghàn QūP) è un distretto della Cina, situato nella provincia di Hubei e amministrato dalla città sub-provinciale di Wuhan.